# Godfrey Collins
Sir Godfrey Pattison Collins, KBE, CMG, PC (* 26. Juni 1875; † 13. Oktober 1936) war ein britischer Politiker der Liberal Party sowie der National Liberal Party, der unter anderem zwischen 1910 und seinem Tode 1936 Abgeordneter des Unterhauses (House of Commons) sowie von 1932 bis 1932 Minister für Schottland war.

## Leben

### Unterhausabgeordneter und Juniorminister
Godfrey Pattison Collins, Sohn von A. G. Collins, trat 1888 in die Royal Navy ein und war von 1890 bis 1893 Midshipman der East Indian Station, des Marinestützpunktes in Ostindien. Er wurde bei der Unterhauswahl am 15. Januar 1910 für die Liberal Party erstmals Abgeordneter des Unterhauses (House of Commons) und vertrat dort nach seinen Wiederwahlen am 3. Dezember 1919, am 14. Dezember 1918, am 15. Dezember 1922, am 6. Dezember 1923, am 29. Oktober 1924, am 30. Mai 1929, am 27. Oktober 1931 sowie am 14. November 1935 bis zu seinem Tode am 13. Oktober 1936 den Wahlkreis Greenock, wobei er seit 1931 Mitglied der neu gegründeten National Liberal Party war. Er war zwischen 1910 und 1914 Parlamentarischer Privatsekretär (Parliamentary Private Secretary) von John Edward Bernard Seely, der unter anderem zwischen 1912 und 1914 Kriegsminister (Secretary of State for War) war.
Während des Weltkrieges trat er zum Kriegsdienst in das Royal Army Service Corps (RASC), die Unterstützungstruppe der British Army ein. Ihm wurde am 18. Januar 1915 der vorübergehende Dienstgrad eines Hauptmanns (Temporary Captain) verliehen. Daraufhin diente er von 1915 bis 1917 in Ägypten sowie Mesopotamien und nahm an der Schlacht von Gallipoli (19. Februar 1915 bis 9. Januar 1916) teil. Im September 1916 wurde ihm der vorübergehende Dienstgrad eines Oberstleutnants (Temporary Lieutenant-Colonel) verliehen. Er war ferner von 1915 bis 1916 Parlamentarischer Privatsekretär von John Gulland, dem Parlamentarischen Geschäftsführer (Chief Whip) der Fraktion der Liberalen Partei im Unterhaus. Für seine Verdienste wurde er 1917 Companion des Order of St Michael and St George (CMG) sowie am 1. Januar 1919 zum Knight Commander des militärischen Zweiges des Order of the British Empire (KBE) geschlagen, so dass er fortan den Namenszusatz „Sir“ führte. Er übernahm zwischen 1919 und 1920 den Posten eines Junior Lord of the Treasury und war damit Juniorminister im Schatzamt. Am 17. November 1920 wurde er zu einem der Wohltätigkeitsbeauftragten (Charity Commissioner) für England und Wales ernannt.

### Minister für Schottland, Ehe und Nachkommen
Im November 1924 löste Collins Vivian Phillipps als Liberal Chief Whip und war damit bis zu seiner Ablösung durch Robert Hutchison 1926 selbst Parlamentarischer Geschäftsführer der Fraktion der Liberalen Partei im Unterhaus. Am 28. September 1932 wurde er Nachfolger von Archibald Sinclair als Minister für Schottland (Secretary of State for Scotland) im vierten Kabinett MacDonald, der sogenannten „zweiten Nationalen Regierung“. Den Posten als Minister für Schottland bekleidete er vom 7. Juni 1935 bis zu seinem Tode am 13. Oktober 1936 auch im dritten Kabinett Baldwin, der sogenannten „dritten Nationalen Regierung“. Sein Nachfolger als Minister für Schottland wurde anschließend der bisherige Minister für Landwirtschaft und Fischerei Walter Elliot Zugleich wurde er am 10. Oktober 1932 Mitglied des Geheimen Kronrates (Privy Council). Bei der durch seinen Tode notwendigen Nachwahl (By-election) wurde Robert Gibson, der zwischen 1941 und 1965 Vorsitzender des Schottischen Landgerichts (Scottish Land Court) war, am 26. November 1936 zu seinem Nachfolger als Abgeordneter des Unterhauses für den Wahlkreis Greenock gewählt.
Aus seiner 1900 geschlossenen Ehe mit Faith Henderson gingen die beiden Söhne Alexander Godfrey Crosbie Collins (1901–1932) und William Hope Collins (1903–1967) sowie die Tochter Cornelia Elspeth Grianaig Collins (* 1910, vermutlich †). Alexander Godfrey Crosbie Collins war mit Violet Lilian Rosemary Harmsworth verheiratet, einer Tochter des langjährigen Unterhausabgeordneten Leicester Harmsworth, der 1918 auch 1. Baronet Harmsworth, of Moray Lodge, wurde. Seine Tochter Cornelia Elspeth Grianaig Collins wiederum war mit Sir Ian William Gwynne-Evans verheiratet, der nach dem Tode seines Vaters den Titel als 3. Baronet Gwynne-Evans, of Oaklands Park in Awre in the County of Gloucester, erbte.